# Emil-Teodor Popescu
Emil-Teodor Popescu (7 august 1937 - 14 octombrie 2017) este un fost deputat român în legislatura 1992-1996 și  în legislatura 1996-2000 pe listele PNȚCD. În legislatura 1996-2000, Emil-Teodor Popescu a fost membru în grupurile parlamentare de prietenie cu Ungaria și Albania. 